# Lijst van burgemeesters van Sleen
Dit is een lijst van burgemeesters van de voormalige Nederlandse gemeente Sleen. Op 1 januari 1998 ging deze gemeente op in de gemeente Coevorden.
| Ambtsperiode | Naam burgemeester                                                             | Partij of stroming | Bijzonderheden                              |
| ------------ | ----------------------------------------------------------------------------- | ------------------ | ------------------------------------------- |
| 1815 - 1819  | Lodewijk Abrahamy                                                             |                    | tevens van Zweeloo                          |
| 1819 - 1856  | Johannes Boelken                                                              |                    | vader van Willem Jan Boelken                |
| 1856 - 1861  | Lukas Oldenhuis Tonckens                                                      |                    | tevens burgemeester van Emmen (1849-1869)   |
| 1861 - 1876  | Willem Jan Boelken                                                            |                    |                                             |
| 1876 - 1885  | Lucas Engelenburg                                                             |                    |                                             |
| 1886 - 1916  | Gerhardus Lambertus Gratama                                                   |                    |                                             |
| 1916 - 1919  | Johann Conrad Manssen                                                         |                    | later burgemeester van Beilen               |
| 1919 - 1927  | Anske Jongbloed                                                               |                    |                                             |
| 1927 - 1938  | Gerlof Bontekoe                                                               |                    |                                             |
| 1938 - 1941  | George Louis Mens Fiers Smeding                                               |                    |                                             |
| 1941         | Antonie Kleijn                                                                |                    | waarnemend; tevens burgemeester van Zweeloo |
| 1941 - 1943  | S.J. van Royen                                                                |                    |                                             |
| 1943 - 1945  | Pieter ten Hoorn                                                              | NSB                |                                             |
| 1945 - 1960  | S.J. van Royen 1959-1960 Gerard Londo waarnemend; tevens burg. van Westerbork |                    |                                             |
| 1960 - 1968  | Gilles Borrie                                                                 | PvdA               |                                             |
| 1969 - 1972  | Gerard Kolthoff                                                               | PvdA               |                                             |
| 1973 - 1987  | Johannes Siderius                                                             | PvdA               |                                             |
| 1988 - 1998  | Dick Appeldoorn                                                               | PvdA               | was burgemeester van Finsterwolde           |